# Torre Bassaganya
La Torre Bassaganya és una obra modernista de Sant Joan de les Abadesses (Ripollès) protegida com a Bé Cultural d'Interès Local.

## Descripció
Es tracta d'un edifici de dos cossos d'estructura rectangular. Ambdós tenen la coberta de teula àrab a dos aiguavessos i el carener perpendicular a la façana.
Les façanes estan arrebossades i pintades i presenten obertures de múltiple morfologia. L'immoble presenta elements propis de l'estil modernista.